# جمهوری سوسیالیستی شورایی لیتوانی (۱۹۱۸–۱۹۱۹)
جمهوری سوسیالیستی شورایی لیتوانی یک دولت دست‌نشانده کمونیستی مستعجل در دوره میان‌دوجنگ  بود. این دولت در ۱۶ دسامبر ۱۹۱۸ میلادی به‌رهبری وینتساس میتسکویچیوس-کاپسوکاس به صورت دولت موقت انقلابی تشکیل شد و در ۲۷ فوریهٔ ۱۹۱۹ با جمهوری شورایی سوسیالیستی روسیه سفید ادغام شد و از این آمیزش جمهوری سوسیالیستی لیتوانی-بلاروس پدید آمد.